# (2254) Requiem
(2254) Requiem (1977 QJ1) – planetoida z pasa głównego asteroid okrążająca Słońce w ciągu 3,59 lat w średniej odległości 2,34 au. Odkryta 19 sierpnia 1977 roku.